# Сен-Лен-Лорантид
Сен-Лен-Лорантид (фр. Saint-Lin–Laurentides) — місто у провінції Квебек (Канада), у адміністративному регіоні Лорантиди.

## Назва
Місто названо на честь Святого Ліна, другого Папи Римського. Проте ім'я Lin вимовляється французькою як «Лен».

## Історія
Місто утворено у березні 2000 завдяки об'єднанню муніципалітету Сен-Лен (Saint-Lin), заснованого у 1836, і міста Лорантид (Ville des Laurentides), заснованого у 1883.
У 1841 році у містечку Сен-Лен народився Вільфред Лор'є, сьомий прем'єр-міністр Канади.

## Демографія
У 2001 у місто нараховувало 12379 мешканців, у 2006 — 14159, у 2011 — 17463, а у 2016 — 20 786.